# Милатович, Велько
Велько Милатович (серб. Вељко Милатовић; 5 декабря 1921, Никшич, Королевство Югославия — 19 октября 2004, Херцег-Нови, Черногория) — черногорский и югославский общественно-политический и государственный деятель. Участник Народно-освободительной войны Югославии. Председатель Народной скупщины Социалистической Республики Черногории (5 мая 1967 — 6 октября 1969). Председатель Президиума Социалистической Республики Черногории (5 апреля 1974 — 7 мая 1982). Народный герой Югославии (1953).

## Биография
С молодости занимался революционной деятельностью. Ещё в школе присоединился к коммунистическому молодежному движению. Поступил на технический факультет в Белградском университете. Активный участник мероприятий, организованных союзом коммунистической молодежи и Коммунистической партии Югославии в университете. Один из организаторов забастовки студентов Технического университета в 1940 году.
В том же году известный молодежный лидер стал членом Коммунистической партии Югославии. С конца 1940 года, работал на ответственных участках Белградского райкома КПЮ.
Во время Второй мировой войны был участником партизанского сопротивления, бойцом Народно-освободительной армии Югославии. Занимался подготовкой вооруженного восстания в районе Никшича. Когда после призыва КПЮ, восстание прокатилась по всей Черногории, В. Милатович стал политработником Никшичского партизанского отряда. После отступления отряда из Черногории под ударами врага, был оставлен на оккупированной территории для нелегальной работы. Был секретарём Никшичского райкома комсомола, провёл долгий и трудный период борьбы против фашистов.
Позже был назначен организационным секретарём окружного комитета комсомола Черногории, заместителем председателя Объединенного союза антифашистской молодежи Югославии.
После окончания войны Милатович работал в ответственных должностях в Социалистической Республике Черногории и СФРЮ:
- Помощником министра в правительстве Черногории
- Полномочным министром Федерального министерства иностранных дел СФРЮ
- Председателем Народной скупщины Социалистической Республики Черногории (5 мая 1967 — 6 октября 1969)
- Председателем Президиума Социалистической Республики Черногории (5 апреля 1974 — 7 мая 1982).

Занимал ряд важных партийных должностей в Коммунистической партии Черногории и Союзе коммунистов Югославии: работал секретарём Идеологической комиссии ЦК КП Черногории, секретарём Комиссии по международным отношениям ЦК СК Югославии,
был членом ЦК и Президиума ЦК КП Черногории.
Общественный деятель: секретарь Центральной федерации профсоюзов СФРЮ, председатель Федеративной конференции Социалистического союза трудового народа Югославии.
Позже был главным редактором черногорской ежедневной газеты «Побједа».
В 1984 году вышел в отставку без объяснения причин. Умер в Херцег-Нови (Черногория).